# Coppa di Grecia 2009-2010 (pallacanestro maschile)
La Coppa di Grecia 2009-2010 è la 35ª Coppa di Grecia di pallacanestro maschile.

## Squadre
Partecipano le 46 squadre iscritte alla A1 Ethniki, A2 Ethniki e B Ethniki. Le sei migliori squadre della
A1 Ethniki 2008-2009 entrano in gioco solo ai quarti di finale, mentre le altre squadre si sfidano per i due posti restanti.

## Partite

### Fase A

#### Primo turno
| Squadra 1             | Risultato | Squadra 2            |
| --------------------- | --------- | -------------------- |
| Anagennisi Flogas     | 60 - 68   | Amyntas              |
| Apollon Patrasso      | 0 - 20    | Drama                |
| AEK Argos             | 73 - 84   | Olympias Patrasso    |
| Dafni                 | 0 - 20    | Ikaroi Serrōn        |
| Keravnos Aigio        | 69 - 65   | Panerithraikos A.S.  |
| Arkadikos             | 77 - 97   | Near East            |
| Xanthi                | 85 - 71   | Ermis Peramatos      |
| Aias Evosmou          | 78 - 77   | OFĪ Creta            |
| Apollōn Kalamarias    | 74 - 76   | Rethymnou            |
| Ikaros Kallithea      | 70 - 64   | Aigaleō              |
| Komotinī              | 53 - 82   | Īraklīs Salonicco    |
| Megas Alexandros      | 70 - 68   | Panelefsiniakos      |
| Lavrio                | 77 - 68   | Pagrati Atene        |
| A.E. Larissa          | 0 - 20    | A.C. Doukas          |
| MENT BC Vassilakis    | 59 - 66   | Pierikos Archelaos   |
| Evangelos Mantoulidīs | 59 - 82   | M.A.S. Ermis Lagkada |

#### Secondo turno
| Squadra 1          | Risultato | Squadra 2            |
| ------------------ | --------- | -------------------- |
| Aias Evosmou       | 85 - 78   | Drama                |
| Pierikos Archelaos | 80 - 87   | Olympias Patrasso    |
| A.C. Doukas        | 81 - 87   | Amyntas              |
| Ikaros Kallithea   | 80 - 66   | M.A.S. Ermis Lagkada |
| Ikaroi Serrōn      | 88 - 66   | Xanthi               |
| Keravnos Aigio     | 67 - 92   | Near East            |
| Megas Alexandros   | 64 - 85   | Lavrio               |
| Īraklīs Salonicco  | 90 - 62   | Rethymnou            |

### Fase B

#### Primo turno
| Squadra 1         | Risultato | Squadra 2        |
| ----------------- | --------- | ---------------- |
| Near East         | 69 - 63   | Peristeri        |
| Ikaroi Serrōn     | 75 - 62   | Kolossos Rodi    |
| Olympia Larissa   | 57 - 82   | Trikala 2000     |
| Lavrio            | 72 - 59   | Aias Evosmou     |
| Īraklīs Salonicco | 69 - 60   | Īlysiakos        |
| Olympias Patrasso | 100 - 88  | Ikaros Kallithea |
| PAOK Salonicco    | 20 - 0    | AEK Atene        |
| Amyntas           | 66 - 69   | Kavala           |

#### Secondo turno
| Squadra 1         | Risultato | Squadra 2         |
| ----------------- | --------- | ----------------- |
| Near East         | 71 - 63   | Kavala            |
| Lavrio            | 73 - 83   | PAOK Salonicco    |
| Ikaroi Serrōn     | 59 - 86   | Trikala 2000      |
| Olympias Patrasso | 69 - 79   | Īraklīs Salonicco |

#### Terzo turno
| Squadra 1         | Risultato | Squadra 2    |
| ----------------- | --------- | ------------ |
| Īraklīs Salonicco | 85 - 69   | Near East    |
| PAOK Salonicco    | 89 - 83   | Trikala 2000 |

### Fase C

#### Tabellone
|  | Quarti di finale  | Quarti di finale  | Quarti di finale |  |  | Semifinali        | Semifinali        | Semifinali    | Semifinali    |    |  | Finale     | Finale     | Finale |  |
|  |                   |                   |                  |  |  |                   |                   |               |               |    |  |            |            |        |  |
|  | PAOK Salonicco    | PAOK Salonicco    | 70               |  |  |                   |                   |               |               |    |  |            |            |        |  |
|  | Olympiakos        | Olympiakos        | 82               |  |  | Olympiakos        | Olympiakos        | 78            | 83            |    |  |            |            |        |  |
|  | Aris Salonicco    | Aris Salonicco    | 75               |  |  | Aris Salonicco    | Aris Salonicco    | 64            | 93            |    |  |            |            |        |  |
|  | Maroussi          | Maroussi          | 63               |  |  |                   |                   |               |               |    |  | Olympiakos | Olympiakos | 68     |  |
|  | Īraklīs Salonicco | Īraklīs Salonicco | 78               |  |  |                   |                   | Panathīnaïkos | Panathīnaïkos | 64 |  |            |            |        |  |
|  | Paniōnios         | Paniōnios         | 71               |  |  | Īraklīs Salonicco | Īraklīs Salonicco | 64            | 63            |    |  |            |            |        |  |
|  | Panathīnaïkos     | Panathīnaïkos     | 80               |  |  | Panathīnaïkos     | Panathīnaïkos     | 80            | 99            |    |  |            |            |        |  |
|  | Panellīnios       | Panellīnios       | 66               |  |  |                   |                   |               |               |    |  |            |            |        |  |